# I liga polska w futsalu (2006/2007)
I liga polska w futsalu 2006/2007 – trzynasta edycja najwyższych w hierarchii rozgrywek klubowych polskiej piłki futsalowej. Tytuł Mistrza Polski obronił Clearex Chorzów.
| Poziomy ligowe w futsalu w sezonie 2006/2007 | Poziomy ligowe w futsalu w sezonie 2006/2007 | Poziomy ligowe w futsalu w sezonie 2006/2007 | Poziomy ligowe w futsalu w sezonie 2006/2007 |
| Rozgrywki                                    | Poziomy ligowe                               | Liga                                         | Sezon                                        |
| -------------------------------------------- | -------------------------------------------- | -------------------------------------------- | -------------------------------------------- |
| Centralne                                    | I poziom                                     | I Liga                                       | Sezon 2006/2007 (1 grupa)                    |
| Centralne                                    | II poziom                                    | II Liga                                      | Sezon 2006/2007 (2 grupy)                    |
| Regionalne                                   | III poziom                                   | III Liga                                     | Sezon 2006/2007 (4 grupy)                    |

## Drużyny
| Uczestnicy poprzedniej edycji     | Uczestnicy poprzedniej edycji | Uczestnicy poprzedniej edycji | Uczestnicy poprzedniej edycji | Uczestnicy poprzedniej edycji | Uczestnicy poprzedniej edycji |
| --------------------------------- | ----------------------------- | ----------------------------- | ----------------------------- | ----------------------------- | ----------------------------- |
| Clearex Chorzów                   | 1                             |                               |                               |                               |                               |
| Inpuls-Alpol Siemianowice Śląskie | 3                             |                               |                               |                               |                               |
| P.A. Nova Gliwice                 | 4                             |                               |                               |                               |                               |
| Radan Gliwice                     | 5                             |                               |                               |                               |                               |
| Akademia Słowa Poznań             | 6                             |                               |                               |                               |                               |
| Jango Katowice                    | 7                             |                               |                               |                               |                               |
| Kupczyk Kraków                    | 8                             |                               |                               |                               |                               |
| Awans z II ligi 2005/2006         |                               |                               |                               |                               |                               |
| GKS Jachym Tychy 71               | 1                             |                               |                               |                               |                               |
| Hurtap Łęczyca                    | 1                             |                               |                               |                               |                               |
| Zwycięzcy barażów                 |                               |                               |                               |                               |                               |
| Pogoń 04 Szczecin                 |                               |                               |                               |                               |                               |
| Grembach-Kolejarz Łódź            |                               |                               |                               |                               |                               |

## Rozgrywki
Drużyny miały do rozegrania 22 kolejki ligowych po 5 meczów (razem 110 spotkań) w dwu rundach: jesiennej i wiosennej. Inauguracja rozgrywek miała miejsce 16 września 2006 o godz.19:00 w Chorzowie, gdzie obrońca tytułu - Clearex Chorzów zremisował z P.A. Novą Gliwice. Ostatnia kolejka spotkań rozegrana została 29 kwietnia 2007 o godz. 18:00.

## Tabele

### Tabela końcowa
| Lp.    | Drużyna                           | M  | Z  | R  | P | B+ | B- | +/- | Pkt. | Uwagi                        |
| ------ | --------------------------------- | -- | -- | -- | - | -- | -- | --- | ---- | ---------------------------- |
| złoto  | Clearex Chorzów                   | 20 | 45 | 14 | 3 | 3  | 81 | 49  | 32   | II f.gr. Pucharu Europy      |
| srebro | Akademia Słowa Poznań             | 20 | 44 | 13 | 5 | 2  | 91 | 56  | 35   |                              |
| brąz   | Jango Katowice                    | 20 | 41 | 13 | 2 | 5  | 96 | 73  | 23   |                              |
| 4      | Grembach-Kolejarz Łódź            | 20 | 36 | 11 | 3 | 6  | 82 | 79  | 3    |                              |
| 5      | P.A. Nova Gliwice                 | 20 | 34 | 10 | 4 | 6  | 91 | 79  | 12   |                              |
| 6      | Inpuls-Alpol Siemianowice Śląskie | 20 | 29 | 9  | 2 | 9  | 91 | 85  | 6    |                              |
| 7      | Hurtap Łęczyca (b)                | 20 | 27 | 8  | 3 | 9  | 75 | 80  | -5   |                              |
| 8      | Pogoń 04 Szczecin                 | 20 | 20 | 6  | 2 | 12 | 78 | 86  | -8   |                              |
| 9      | Kupczyk Kraków                    | 20 | 19 | 5  | 4 | 11 | 58 | 70  | -12  | Baraż/spadek (dokoptowoany*) |
| 10     | GKS Jachym Tychy 71 (b)           | 20 | 12 | 3  | 3 | 14 | 57 | 95  | -38  | Baraż/utrzymanie             |
| 11     | Radan Gliwice                     | 20 | 6  | 1  | 3 | 16 | 50 | 98  | -48  | Spadek                       |

- Kupczyk Kraków pomimo spadku przez baraż w następnym sezonie został dokoptowany do I ligi.
- Z powodu trudnej sytuacji finansowej przed rozpoczęciem rozgrywek Holiday Chojnice wycofał się z rozgrywek.
- zmiana nazwy Jango Mysłowice na Jango Katowice.
- Zmiana nazwy FKR Tychy na GKS Jachym Tychy.
- Zmiana nazwy z Inpuls na Inpuls-Alpol Siemianowice Śląskie.

Źródło 

### Baraże o utrzymanie w I lidze
- I para barażowa
  - 3 maja 2007, Gazownik Wawelno - Kupczyk Kraków 3:4
  - 11 maja 2007, Kupczyk Kraków - Gazownik Wawelno 3:5

- II para barażowa
  - 3 maja 2007, WSB Chorzów - GKS Jachym Tychy'71 1:4
  - 6 maja 2007, GKS Jachym Tychy'71 - WSB Chorzów 7:7

Źródło 

## Najlepsi strzelcy
Źródło:
| Zawodnik            | Drużyna               | Bramki |
| ------------------- | --------------------- | ------ |
| Lebiedziński Daniel | Akademia Słowa Poznań | 24     |
| Krawczyk Daniel     | Grembach Łódź         | 23     |
| Polasek Radek       | Jango Katowice        | 22     |
| Hirsch Klaudiusz    | Akademia Słowa Poznań | 21     |
| Jasiński Krzyszof   | Hurtap Łęczyca        | 21     |
| Wojtas Damian       | Jango Katowice        | 21     |
| Korczyński Błażej   | P.A. Nova Gliwice     | 21     |

## Klasyfikacja medalowa mistrzostw Polski po sezonie
|   | Klub                        | złoto | srebro | brąz |
| - | --------------------------- | ----- | ------ | ---- |
| 1 | Clearex Chorzów             | 5     | 3      |      |
| 2 | P.A. Nova Gliwice           | 4     | 2      | 2    |
| 3 | Baustal Kraków              | 2     | 1      | 1    |
| 4 | Cuprum Polkowice            | 2     |        | 2    |
| 5 | Holiday Chojnice            |       | 1      | 2    |
| 6 | Jard Gliwice                |       | 1      |      |
| 6 | Rekord Bielsko-Biała        |       | 1      |      |
| 6 | Opał Gniezno                |       | 1      |      |
| 6 | Mistreated Jaworzno         |       | 1      |      |
| 6 | Cambras Legnica             |       | 1      |      |
| 6 | Akademia Słowa Poznań       |       | 1      |      |
| 7 | SUW-TOR Łódź                |       |        | 1    |
| 7 | Cynk-Mal Legnica            |       |        | 1    |
| 7 | Goldenmajer Kraków          |       |        | 1    |
| 7 | Jango Gliwice               |       |        | 1    |
| 7 | Inpuls Siemianowice Śląskie |       |        | 1    |
| 7 | Jango Katowice              |       |        | 1    |

## Źródła
- futsalekstraklasa.pl